# Amtsgericht Bad Wildungen
Das Amtsgericht Bad Wildungen (AG Bad Wildungen) (bis 1906: Amtsgericht Wildungen, ursprünglich Amtsgericht Niederwildungen) war ein Gericht der ordentlichen Gerichtsbarkeit in Bad Wildungen im Landkreis Waldeck-Frankenberg.

## Geschichte
Im Jahre 1850 entstand das Kreisgericht Nieder-Wildungen aus dem Oberjustizamt der Eder, dem Stadtgericht Nieder-Wildungen und Teilen des Oberjustizamts der Werbe. Sein Gerichtsbezirk orientierte sich am Kreis der Eder. 
Mit Akzessionsvertrag vom 18. Juli 1867 übertrug der Fürst die Verwaltung seines Landes an Preußen. Mit Allerhöchster Verfügung vom 6. Oktober 1868 des preußischen Königs wurden zum 1. Januar 1869 die vier waldeckschen Kreisgerichte in Amtsgerichte und das Obergericht in das Kreisgericht Arolsen umgewandelt. Dieses war dem Appellationsgericht Kassel untergeordnet. Damit wurde aus dem Kreisgericht Nieder-Wildungen das Amtsgericht Nieder-Wildungen.
Mit den Reichsjustizgesetzen 1877 behielt das Gericht seinen Namen und übernahm die neuen Aufgaben. Sein Sprengel umfasste den Kreis der Eder außer den Teilen, die den Amtsgerichte Arolsen und Korbach zugeordnet waren.
Der  Amtsgerichtsbezirk hatte 1888 zusammen 12.062 Einwohner. Am Gericht waren zwei Richter tätig. Es war eines von 35 Amtsgerichten im Sprengel des Landgerichtes Cassel.
Durch das Zweite Gesetz zur Verwaltungsstrukturreform wurde das Amtsgericht Bad Wildungen zum 31. Dezember 2004 aufgelöst. Sein Sprengel wurde dem Amtsgericht Fritzlar zugeordnet.

## Gerichtsgebäude
Das Gericht hatte seinen Sitz im 1851 errichteten neuen Rathaus. Aufgrund des gestiegenen Platzbedarfs wurde ab 1959 ein neues Gerichtsgebäude in der Laustrasse 8 erbaut und im April 1960 eingeweiht. 